# Гордієнко Панас Павлович
Пана́с Па́влович Гордієнко (3 вересня 1896, Кудрівка — 29 квітня 1957, Гобарт) — військовий і громадський діяч, командир сотні та куреня 15-го полку ім. Тараса Шевченка; сотник кінноти Армії УНР.

## Біографія
Народився 22 серпня [3 вересня] 1896 року в селі Кудрівці (нині Корюківський район Чернігівської області, Україна). З 1897 року з сім'єю переїхав до Криму, де його батько став управителем у маєтку Ай-Тодор і мешкав у селищі Кореїзі й за радянської влади, зокрема, станом на 15 липня 1924 року.
Разом із трьома братами Панас навчався в Олександрівській гімназії (Ялта), куди вступив одразу до 3-го класу (1909). Перевівся до Олександрівської гімназії в місті Керчі, згодом — до Ялтинської гімназії. Брав активну участь у спортивних гуртках. У зв'язку з матеріальними та сімейними труднощами завершив навчання в 1915 році.
Після закінчення Олексіївської військової школи (Москва) вирушив до 276-го запасного полку в Донській області. Через місяць спрямований на Південно-Західний фронт до 63-го Углицького полку. Брав участь у його українізації (серпень 1917).
Демобілізувавшись (1 лютого 1918), у Бердичеві приєднався до лав Армії УНР, аби воювати в «кінно-в'ючній кулеметній сотні» кінного полку Костя Гордієнка. Інтернований поляками в Луцьку (листопад 1919). З початку 1920 перебував у 6-й Січовій дивізії. Інтернований у листопаді 1920 в т. Олександрів-Куявський, звідки перевівся до т. Стшалково, де закінчив інструкторські спортивні курси американського християнського товариства УМСА. З літа 1922 року переведений до т. Щипйорно, де працював інструктором фізичного виховання у школі українських пластунів (липень 1922).
Наприкінці 1923 року нелегально перетнув кордон із Чехо-Словаччиною. Допомагав студентам-емігрантам «з Великої України» і викладав у школі для сиріт Українського громадського комітету (з квітня 1923), оскільки "на літній семестр чеської високої школи запізнився записатися («бо не було приказу»). Закінчивши матуральні курси при Українській Господарській академії, зарахований дійсним слухачем гідротехнічного відділу інженерного факультету (1924). Один з найкращих спортсменів подєбрадської академії. Захистивши дипломний проект «з успіхом дуже добрим», здобув фах інженера-гідротехніка (червень 1929).
Згодом перебрався в Австралію, мешкав у м. Гобарт, що в Тасманії, де й упокоївся 29 квітня 1957 року.